# Z 15 Erich Steinbrinck
Le Z 15 Erich Steinbrinck est un destroyer de la classe Type 1934A de la Kriegsmarine.
Le nom du navire est un hommage au commandant du torpilleur V 29, mort le 31 mai 1916 dans la bataille du Jutland. La capitaine-lieutenant Erich Steinbrinck a récupéré les hommes du V 35 commandé par Friedrich Ihn. Lors d'une nouvelle attaque contre la marine britannique, le bateau coule. Steinbrinck et ses hommes meurent.

## Histoire
Au début de la Seconde Guerre mondiale, il appartient à la 3e flottille de destroyers, basée en mer Baltique, à Gdańsk. Il va ensuite en mer du Nord pour poser des mines. Il participe à la guerre commerciale à Skagerrak et Kattegat puis va le long des côtes britanniques poser des mines. En décembre 1939, il a une collision avec le destroyer Hermann Schoemann qui l'oblige à devoir être réparé. Les réparations durent jusqu'en mai 1940, il ne participe donc pas à l'opération Weserübung, à l'invasion de la Norvège.
En juin, le destroyer prend part à l'opération Juno, durant laquelle il est contraint de retourner à Trondheim à cause de problèmes mécaniques. Dans le même mois, il escorte le Scharnhorst à Kiel puis va en réparation à Hambourg. Il fait ensuite une pose de mines puis revient en réparation avant d'aller le long des côtes françaises en septembre 1940. Toutefois en raison de nouveaux problèmes mécaniques, le navire est remis en service qu'à partir de mars 1941.
En avril 1942, le Friedrich Ihn et le Erich Steinbrinck protègent le Scharnhorst lors de son voyage vers Brest. Le destroyer part en Norvège pour participer à l'opération Wunderland. Il reste à Kirkenes, revient en Allemagne pour des réparations et va de nouveau en Norvège en janvier 1943. Il prend part à des missions de surveillance et à l'opération Zitronella. Il regagne l'Allemagne avec le Lützow. Après une collision avec un cargo norvégien, le Z 15 retourne au chantier naval et est remis en service en janvier 1944.
Après une pose de mines, le navire va au chantier Blohm + Voss à Hambourg, où il est gravement endommagé par les bombardements en novembre. 
En avril 1945, le destroyer s'installe au large de Cuxhaven, où il est mis hors service le 7 mai 1945.
Le bateau devient un butin de guerre britannique et est rebaptisé R 92. Il est remis à la marine soviétique le 2 janvier 1946 en même temps que cinq autres navires allemands : le croiseur léger Nürnberg, le navire de ligne SMS Hessen, le Blitz, les anciens torpilleurs T 33 et T 107. Il arrive à Liepāja et est renommé Pylkij (Пылкий). Le 30 avril 1949, le navire est reconverti en baraquement sous le nom de PKZ-2. En 1958, il est retiré de la liste des navires de guerre et mis en rebut.

## Commandement
- Du 8 juin 1938 au 27 janvier 1942 : Capitaine de frégate Rolf Johannesson
- Du 20 janvier au 29 décembre 1942 : Capitaine de corvette Heinrich Freytag von Loringhoven
- Du 29 décembre 1942 au 3 novembre 1944 : Capitaine de frégate Otto Teichmann
- Du 4 au 14 novembre 1944 : Capitaine-lieutenant Dietrich von Rödgisch-Ballas
- Du 15 novembre 1944 au 9 mai 1945 : Capitaine de frégate Werner Röver
- De décembre 1945 au 2 janvier 1946 : Capitaine de frégate Karl-Heinz Lampe